# Aircraft Nuclear Propulsion

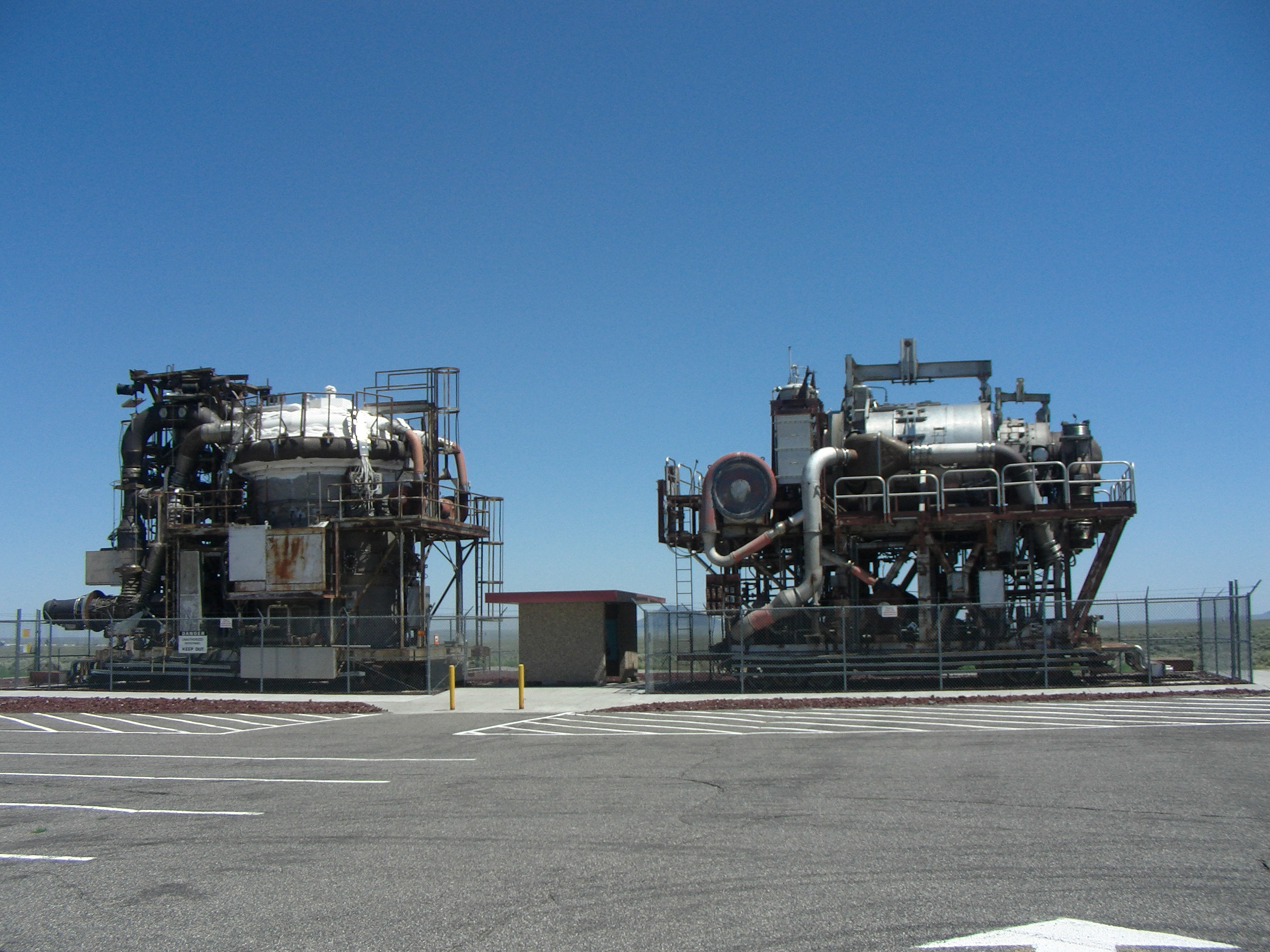
HTRE 3, a sinistra, e l'HTRE 1, a destra, presso l'Idaho National Laboratory vicino ad Arco, Idaho

Il programma Aircraft Nuclear Propulsion (ANP) e il suo predecessore Nuclear Energy for the Propulsion of Aircraft (NEPA) furono varati per sviluppare un sistema di propulsione nucleare per aeromobili
La United States Army Air Forces, diventata USAF (United States Air Force) nel 1947, diede il via al Progetto NEPA il 28 maggio 1946.  Dopo l'investimento di 10 milioni di dollari nel 1947, il NEPA fu attivo fino al maggio del 1951, quando il progetto venne trasferito ad una compartecipazione tra Commissione dell'Energia Atomica (AEC) e USAF ANP. L'USAF seguì due differenti strade per motori a reazione alimentati da energia nucleare, il "ciclo ad aria diretto" (sviluppato dalla General Electric), e il "ciclo ad aria indiretto" (assegnato alla Pratt & Whitney). Il programma mirava a sviluppare e testare il Convair X-6, ma fu cancellato nel 1961 prima che l'aeromobile venisse costruito.

## Programma con il ciclo ad aria diretto

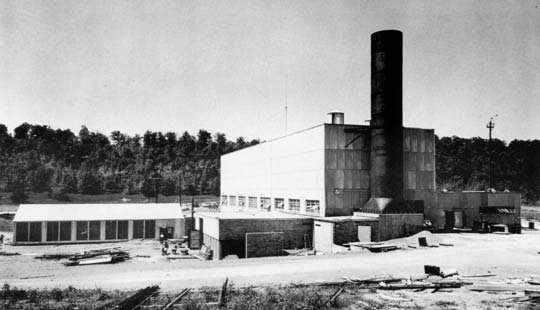
Stabile dell'Aircraft Reactor Experiment a ORNL

Il programma della General Electric, che era basato ad Evendale in Ohio, aveva tra i suoi punti di forza la semplicità, l'affidabilità e la possibilità di un avviamento rapido. Furono usati compressori e turbine di un motore a reazione convenzionale, con l'aria compressa che passava attraverso il reattore per riscaldarsi prima di essere scaricata in turbina.
L'Aircraft Reactor Experiment (ARE) era un reattore nucleare al sodio sperimentale a sali fusi:NaF-ZrF4-UF4 (53-41-6 mol%), ed era moderato da ossido di berillio, della potenza di 2,5 MWt progettato per ottenere una alta densità di energia in modo da poter essere usato a bordo di un bombardiere strategico. La temperatura di esercizio di picco era di 860 °C e il sodio liquido era utilizzato come refrigerante secondario. Nel 1954 ha compiuto un ciclo di funzionamento di 1000 ore. È stato il primo reattore a sali fusi. Questo progetto venne fermato quando l'introduzione dei missili balistici lo rese inutile. I motori sono esposti al museo dell'Idaho National Laboratory.
Nel 1955, il programma produsse con successo il motore General Electric X-39. Era costituito da due motori General Electric J47 che, invece di fornire il calore all'aria in uscita dal compressore mediante la combustione, le trasferiva il calore prodotto dall'Heat Transfer Reactor Experiment-1 (HTRE-1).  L'HTRE-1 venne poi sostituito dall'HTRE-2 e infine dall'unità HTRE-3, dotata di un sistema di schermatura e candidata a motorizzare l'X-6, se il programma fosse proseguito.

## Programma con il ciclo ad aria indiretto
Il programma con il ciclo ad aria indiretto venne assegnato alla Pratt & Whitney, che lo sviluppò presso gli stabilimenti di Middletown (Connecticut). Il vantaggio di questa configurazione consisteva nel minor inquinamento radioattivo. Uno o due circuiti chiusi di metallo liquido avrebbero trasferito il calore dal reattore al motore. Questo progetto comportò un grande impegno nella ricerca di impianti e sistemi leggeri (quali scambiatori, turbopompe e radiatori per metallo liquido), tali da poter essere usati a bordo di un aeroplano. Il programma, comunque, non si avvicinò mai alla produzione di un sistema pronto al volo.

## Progetto MX-1589
Il 5 settembre 1951, la Consolidated-Vultee si aggiudicò un appalto dalla USAF per far volare un reattore nucleare a bordo di un Convair B-36 modificato all'interno del programma ANP con il progetto MX-1589. Il Convair NB-36H, Nuclear Test Aircraft (NTA), venne utilizzato per studiare i requisiti di schermatura per un reattore volante e valutarne la fattibilità. Questo fu l'unico esperimento di reattore nucleare operativo a bordo di un aeromobile in volo di cui si abbia notizia. Furono eseguiti un totale di 47 voli sul Texas ed il New Mexico per provare il reattore. Sebbene il reattore fosse operativo, non venne mai utilizzato per fornire una spinta, ma solo per testare le soluzioni di schermatura dalle radiazioni.
Il progetto NTA, il velivolo sperimentale X-6 (che avrebbe dovuto testare in fase operativa i motori alimentati dal reattore nucleare) e l'intero programma per la propulsione nucleare vennero abbandonati definitivamente nel 1961.